# Thomas Oppenheimer
Thomas Oppenheimer (* 16. prosince 1986, Peißenberg, Německo) je německý hokejový útočník hrající v týmu Hamburg Freezers v německé DEL. Německo reprezentoval na MS 2014 a 2015.

## Ocenění a úspěchy
- MS 2014 Top 3 nejlepších hráčů v Německé reprezentaci

## Klubové statistiky
| Sezona       | Klub             | Soutěž       | Základní část | Základní část | Základní část | Základní část | Základní část | Play off | Play off | Play off | Play off | Play off |
| Sezona       | Klub             | Soutěž       | Z             | G             | A             | B             | TM            | Z        | G        | A        | B        | TM       |
| ------------ | ---------------- | ------------ | ------------- | ------------- | ------------- | ------------- | ------------- | -------- | -------- | -------- | -------- | -------- |
| 2005–06      | EC Peiting       | 3.GBun       | 28            | 6             | 6             | 12            | 4             | —        | —        | —        | —        | —        |
| 2006–07      | EC Peiting       | 3.GBun       | 24            | 6             | 6             | 12            | 32            | —        | —        | —        | —        | —        |
| 2006–07      | Frankfurt Lions  | DEL          | 29            | 6             | 4             | 10            | 10            | 8        | 0        | 0        | 0        | 6        |
| 2007–08      | Frankfurt Lions  | DEL          | 20            | 0             | 2             | 2             | 2             | 1        | 0        | 0        | 0        | 0        |
| 2007–08      | SC Riessersee    | 2.GBun       | 25            | 9             | 9             | 18            | 28            | —        | —        | —        | —        | —        |
| 2008–09      | Frankfurt Lions  | DEL          | 52            | 4             | 7             | 11            | 24            | 5        | 0        | 0        | 0        | 0        |
| 2009–10      | Frankfurt Lions  | DEL          | 56            | 10            | 8             | 18            | 22            | 4        | 1        | 0        | 1        | 6        |
| 2010–11      | Hamburg Freezers | DEL          | 44            | 6             | 5             | 11            | 24            | —        | —        | —        | —        | —        |
| 2011–12      | Hamburg Freezers | DEL          | 52            | 13            | 9             | 22            | 12            | 5        | 0        | 1        | 1        | 4        |
| 2012–13      | Hamburg Freezers | DEL          | 41            | 12            | 13            | 25            | 44            | 3        | 0        | 4        | 4        | 2        |
| 2013–14      | Hamburg Freezers | DEL          | 52            | 21            | 17            | 38            | 52            | 12       | 1        | 4        | 5        | 35       |
| 2014–15      | Hamburg Freezers | DEL          | 49            | 17            | 13            | 30            | 58            | 7        | 4        | 2        | 6        | 4        |
| Celkem v DEL | Celkem v DEL     | Celkem v DEL | 395           | 89            | 78            | 167           | 248           | 45       | 6        | 11       | 17       | 57       |

### Reprezentační statistiky
| 2008        | Německo 20  | MS-D1       | 5  | 3 | 3 | 6 | 4 |
| 2014        | Německo     | MS          | 7  | 4 | 2 | 6 | 2 |
| 2015        | Německo     | MS          | 6  | 0 | 0 | 0 | 4 |
| Celkem v MS | Celkem v MS | Celkem v MS | 13 | 4 | 2 | 6 | 6 |